# A Cinderella Story (serie di film)

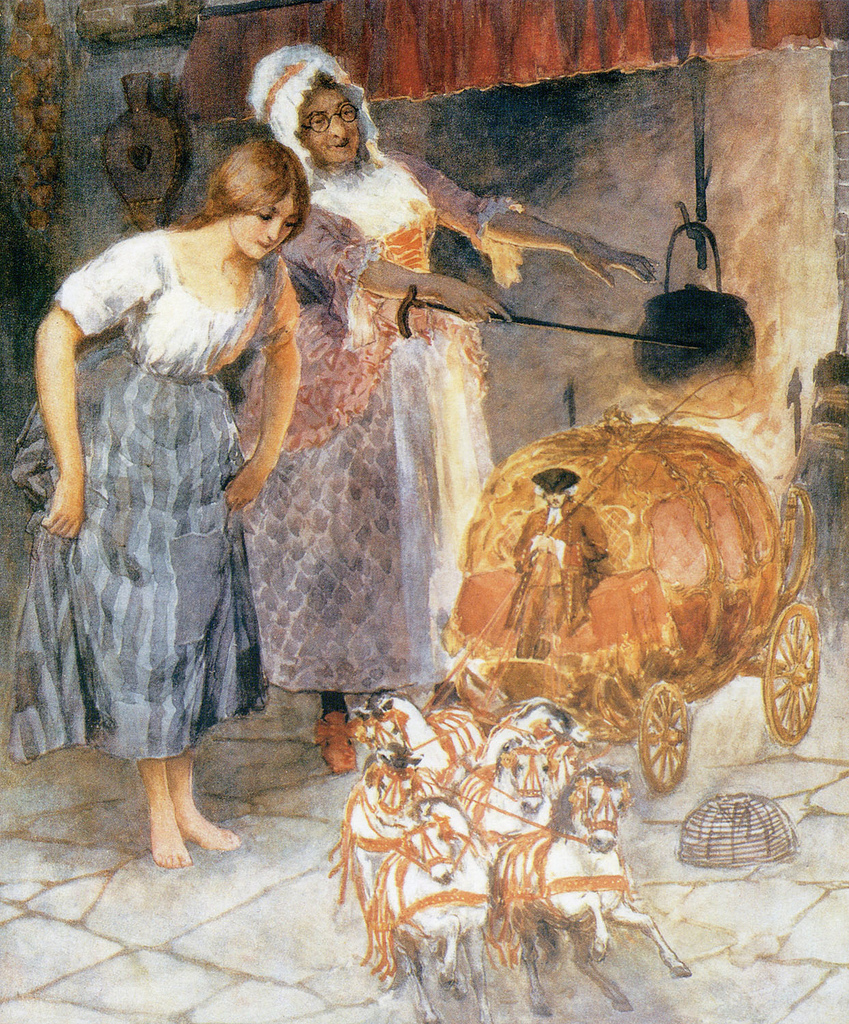
Tutti i film del franchise si ispirano alla fiaba di Cenerentola.

A Cinderella Story è un franchise cinematografico composto da sei commedie per ragazzi.
La serie è stata creata da Leigh Dunlap ed è basata sulla fiaba di Cenerentola. I film sono prodotti e distribuiti dalla Warner Bros. Il primo film è stato distribuito al cinema, mentre i successivi sono stati distribuiti direttamente in DVD.

## Film

### A Cinderella Story(2004)
Il primo film della saga, A Cinderella Story, è uscito nel 2004 e ha come protagonisti Hilary Duff e Chad Michael Murray.

### Another Cinderella Story(2008)
Il secondo film della saga, Another Cinderella Story, è uscito nel 2008 e ha come protagonisti Selena Gomez e Drew Seeley.

### A Cinderella Story: Once Upon a Song(2011)
Il terzo film della saga, A Cinderella Story: Once Upon a Song, è uscito nel 2011 e ha come protagonisti Lucy Hale e Freddie Stroma.

### A Cinderella Story: Se la scarpetta calza(2016)
Il quarto film della saga, A Cinderella Story: Se la scarpetta calza, è uscito nel 2016 e ha come protagonisti Sofia Carson e Thomas Law.

### A Cinderella Story: Christmas Wish(2019)
Il quinto capitolo della saga, A Cinderella Story: Christmas Wish, è uscito nel 2019 e ha come protagonisti Laura Marano e Gregg Sulkin.

### A Cinderella Story: Starstruck(2021)
Il sesto capitolo della saga, A Cinderella Story: Starstruck, è uscito nel 2021 e ha come protagonisti Bailee Madison e Michael Evans Behling.

## Crew
| Crew           | Film                                                       | Film                          | Film                                 | Film                                      | Film                               | Film                             |
| Crew           | A Cinderella Story                                         | Another Cinderella Story      | A Cinderella Story: Once Upon a Song | A Cinderella Story: Se la scarpetta calza | A Cinderella Story: Christmas Wish | A Cinderella Story: Starstruck   |
| Crew           | 2004                                                       | 2008                          | 2011                                 | 2016                                      | 2019                               | 2021                             |
| -------------- | ---------------------------------------------------------- | ----------------------------- | ------------------------------------ | ----------------------------------------- | ---------------------------------- | -------------------------------- |
| Regista        | Mark Rosman                                                | Damon Santostefano            | Damon Santostefano                   | Michelle Johnston                         | Michelle Johnston                  | Michelle Johnston                |
| Produttori     | Clifford Werber, Ilyssa Goodman, Hunt Lowry, Dylan Sellers | Dylan Sellers                 | Dylan Sellers                        | Dylan Sellers, Michelle Johnston          | Dylan Sellers, Michelle Johnston   | Dylan Sellers, Michelle Johnston |
| Sceneggiatori  | Leigh Dunlap                                               | Erik Patterson, Jessica Scott | Erik Patterson, Jessica Scott        | Elena Song                                | Michelle Johnston                  | Michelle Johnston                |
| Compositore    | Christophe Beck                                            | John Paesano                  | Braden Kimbell                       | Jake Monaco                               | Jake Monaco                        | Jake Monaco                      |
| Data originale | 16 luglio 2004                                             | 16 settembre 2008             | 6 settembre 2011                     | 2 agosto 2016                             | 15 ottobre 2019                    | 29 giugno 2021                   |
| Durata         | 95 minuti                                                  | 92 minuti                     | 88 minuti                            | 93 minuti                                 | 86 minuti                          | 100 minuti                       |

## Accoglienza
| Film                                             | Rotten Tomatoes   | Metacritic       |
| ------------------------------------------------ | ----------------- | ---------------- |
| A Cinderella Story (2004)                        | 12% (104 giudizi) | 25% (30 giudizi) |
| Another Cinderella Story (2008)                  | -                 | -                |
| A Cinderella Story: Once Upon a Song (2011)      | -                 | -                |
| A Cinderella Story: Se la scarpetta calza (2016) | 56%               | -                |
| A Cinderella Story: Christmas Wish (2019)        | -                 | -                |
| A Cinderella Story: Starstruck (2021)            | -                 | -                |